# Escándalo del vino con anticongelante (1985)
El escándalo del vino con anticongelante de 1985 (en alemán: Glykolwein-Skandal) fue un incidente en el que varias bodegas austriacas adulteraron ilegalmente sus vinos usando la sustancia tóxica, el dietilenglicol (un ingrediente menor en algunas marcas de anticongelantes), para hacer que los vinos parecieran más dulces y con más cuerpo al estilo de los vinos de cosecha tardía. Muchos de estos vinos austriacos se exportaban a Alemania Occidental, algunos de ellos a granel para ser embotellados en instalaciones de embotellado de Alemania Occidental a gran escala. En estas instalaciones, los importadores mezclaron ilegalmente algunos vinos austriacos con vinos alemanes, lo que resultó en que el dietilenglicol terminara también en algunos vinos de Alemania Occidental embotellados a granel. También se vieron afectados algunos vinos espumosos italianos, en los que se encontraron sustancias tóxicas tras los análisis que se realizaron en muchos vinos europeos.
El escándalo fue descubierto por laboratorios vitivinícolas que realizaban controles de calidad de los vinos que se vendían en Alemania Occidental e inmediatamente fue noticia en todo el mundo. Los vinos afectados fueron inmediatamente retirados del mercado. Varias personas involucradas en el escándalo fueron sentenciadas a prisión o fuertes multas en Austria y Alemania Occidental.
El efecto a corto plazo del escándalo fue el colapso total de las exportaciones de vino austriaco y la pérdida total de la reputación de toda la industria vitivinícola austriaca, con importantes efectos adversos en la reputación de los vinos alemanes también. El efecto a largo plazo fue que la industria vitivinícola austriaca centró su producción en otros tipos de vino distintos a los anteriores, principalmente vinos blancos secos en lugar de vinos dulces, y se dirigió cada vez más a un segmento de mercado más alto, pero la industria vitivinícola austriaca tardó más de una década en recuperarse. Austria también promulgó leyes mucho más estrictas sobre el vino.

## Antecedentes

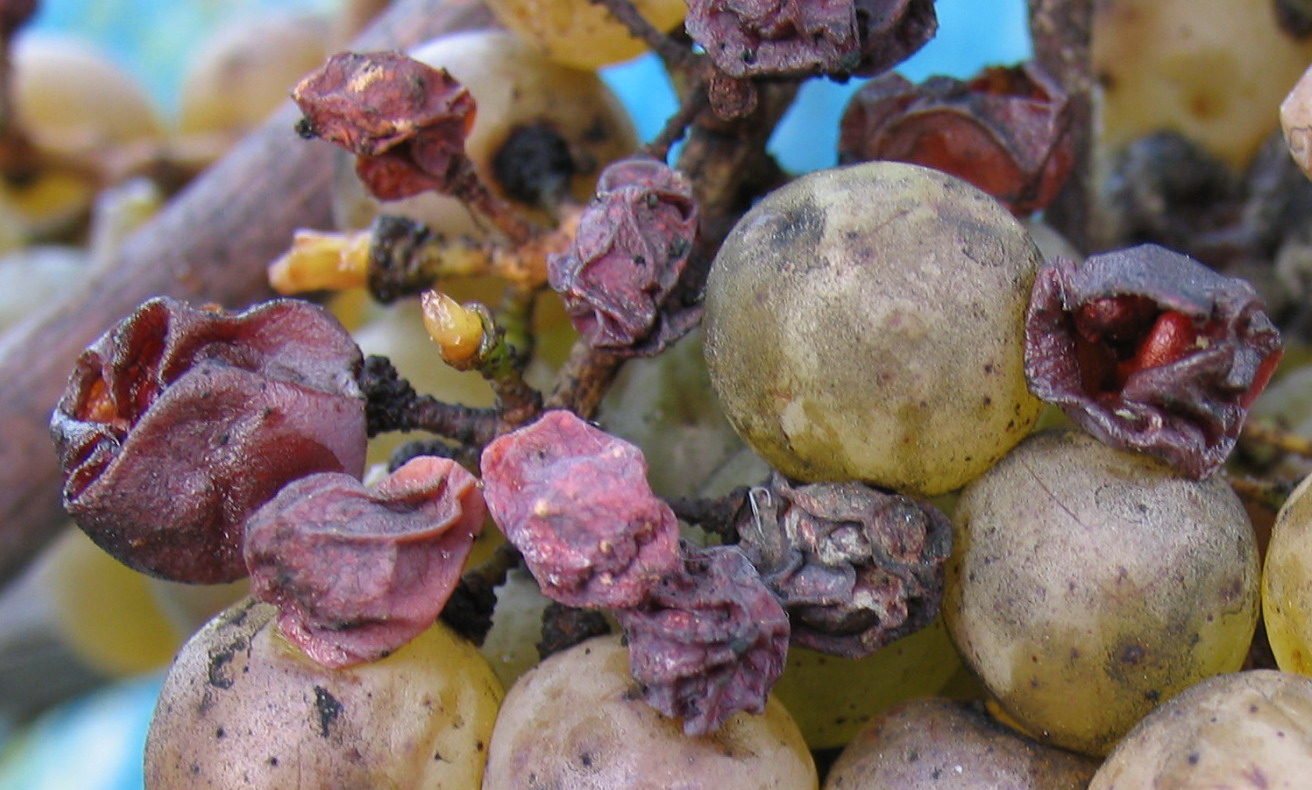
Uvas maduras afectadas por la podredumbre noble, un tipo de moho fúngico que crece en las uvas y da como resultado un vino muy dulce y concentrado cuando se procesa.

En el momento del escándalo, Alemania Occidental era el mercado de exportación más importante para el vino austriaco y lo había sido durante varios años, con una tendencia creciente. Los vinos austriacos exportados a Alemania Occidental eran de un estilo similar a los producidos por la propia Alemania Occidental, es decir, vinos blancos semidulces y dulces. Sin embargo, gran parte de estos vinos austriacos estaban enfocados al segmento de bajo costo y tenían un precio más bajo que los vinos alemanes en el nivel correspondiente de dulzura.
Los vinos dulces tradicionales de Alemania Occidental y Austria se producen a partir de uvas de cosecha tardía, algunas de ellas afectadas por la podredumbre noble, y se etiquetan en una jerarquía de denominaciones Prädikat desde Kabinett hasta Trockenbeerenauslese, según la madurez de las uvas. Aunque la reserva dulce (mezclar un vino con su propio mosto) estaba permitida para la producción de vinos semidulces, no se permitían fuentes externas de azúcar para ningún vino con denominación Prädikat. Por lo tanto, la producción de vinos con niveles más altos de Prädikat tiende a variar de un año a otro según las condiciones de la cosecha, y todos los vinos con denominaciones más altas se venden a un precio superior. Como los vinos dulces eran más favorecidos en el momento del escándalo que en las décadas de 1990 y 2000, y dado que las designaciones de Prädikat eran reconocidas casi universalmente en los países de habla alemana, un Auslese o Beerenauslese barato a menudo se identificaba como una «ganga» por muchos consumidores alemanes. Muchos de los vinos dulces baratos exportados de Austria eran mezclas de diferentes variedades de uva y varios de ellos no tenían denominaciones varietales, en contraste con los vinos Prädikat más caros de Alemania Occidental, que a menudo se producían a partir de uvas Riesling.
Algunos exportadores austriacos habían firmado contratos a largo plazo con cadenas de supermercados para suministrar grandes cantidades de vino con un nivel de calidad específico en términos de Prädikat. Aparentemente, estos productores tuvieron problemas en algunas añadas débiles, donde gran parte de la cosecha de uva no alcanzó niveles de madurez suficientes. En los niveles de madurez alcanzados, los vinos serían menos dulces, menos corpulentos y más ácidos. Una cosecha plagada de estos problemas en Austria fue 1982. Se cree que, cuando esta escasez llevó a que no se dispusiera de cantidades suficientes de vino para cumplir con los contratos, algunos productores comenzaron a buscar métodos, incluidos los ilegales, para «corregir» los vinos.
Por sí solo, el simple endulzamiento (también ilegal) no necesariamente haría el trabajo, ya que no corregiría suficientemente el perfil de sabor del vino. Mediante el uso de dietilenglicol (DEG), fue posible afectar tanto la impresión de dulzura como el cuerpo del vino. Los químicos alemanes del vino han declarado que es poco probable que un enólogo individual de una pequeña bodega tuviera suficiente conocimientos químicos para diseñar el esquema, lo que implica que la receta debe haber sido elaborada por un químico experto en vinos que asesoraba a un productor a gran escala.

## Dietilenglicol

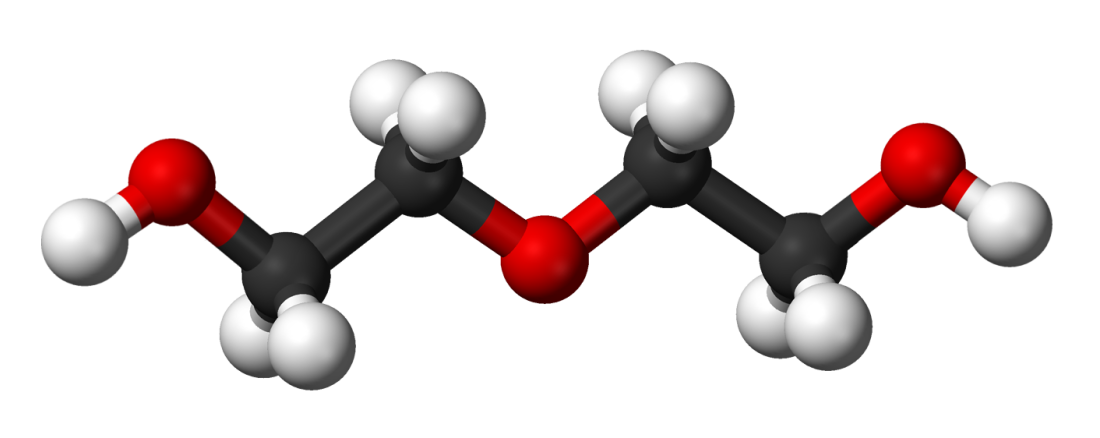
Estructura molecular del dietilenglicol.

DEG se usó de otra manera como un químico industrial o como anticongelante, aunque el etilenglicol es más común para esa aplicación. La adulteración de productos con DEG ha provocado miles de muertes en todo el mundo desde el primer caso registrado: el incidente del elixir sulfanilamida en 1937. La mayoría de los vinos retirados contenían hasta unos pocos gramos de DEG por litro (y muchos solo una fracción de gramo), lo que significaba que tendrían que consumirse docenas de botellas en un período de tiempo limitado para alcanzar la dosis letal de aproximadamente 40 gramos. Sin embargo, en un vino que batió récords (un Welschriesling Beerenauslese de Burgenland de 1981) se detectaron 48 gramos por litro, lo que significaba que el consumo de una sola botella podría haber sido letal. Además, se sabe que el consumo prolongado de DEG daña los riñones, el hígado y el cerebro.

## Descubrimiento

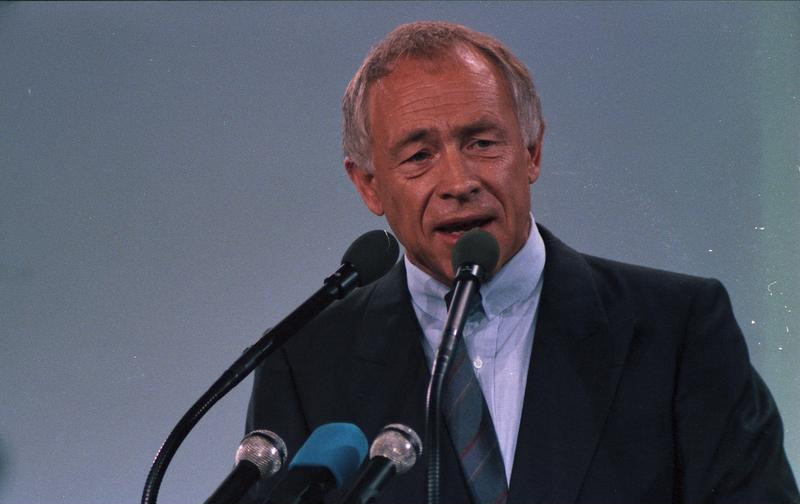
Heiner Geissler fue el ministro alemán de salud en 1985. Su ministerio emitió advertencias sanitarias para los vinos austriacos y una lista negra con todos los vinos que contenían dietilenglicol.

El primer vino que se descubrió que contenía DEG fue un Auslese de Rust de 1983 de un supermercado en Stuttgart, analizado el 27 de junio de 1985. El fraude nacional del vino relacionado con el edulcorante ilegal había ocurrido antes en Alemania Occidental y había dado lugar a investigaciones y enjuiciamientos de los enólogos involucrados. Lo que hizo que los hallazgos de 1985 fueran muy diferentes fue que se había utilizado un compuesto tóxico y el muestreo posterior indicó que un número significativo de embotellados diferentes formaban parte de este peligroso esquema de adulteración. Por lo tanto, a diferencia de los casos de simple endulzamiento, los hallazgos de DEG de 1985 tomaron inmediatamente la proporción de un escándalo a gran escala que requería la acción de las autoridades federales tanto en Alemania Occidental como en Austria. El 9 de julio, el Ministerio Federal de Salud en Bonn emitió una advertencia sanitaria oficial contra el consumo de vinos austriacos. Los hallazgos aparecieron inmediatamente en los titulares de los medios de Alemania Occidental y desde allí se transmitieron a todo el mundo.

## Consecuencias en el mercado
A partir de mediados de julio era casi imposible vender vino austriaco en cualquier mercado de exportación. Algunos países como Suiza y Francia confiscaron miles de botellas, y Japón prohibió la importación y venta de todos los vinos austriacos el 29 de julio de 1985, y en muchos otros países los comerciantes de vino retiraron los vinos austriacos de los estantes.
Desde un nivel anterior a 1985 de alrededor de 45 millones de litros por año, las exportaciones cayeron inmediatamente a una décima parte, o alrededor de 4,4 millones de litros en 1986. Se mantuvieron aproximadamente en el mismo nivel hasta 1989 y fueron ligeramente más altos en 1990–97, pero todavía muy por debajo de los niveles anteriores a 1985. No fue sino hasta 2001 que el volumen de exportación, de poco más de 50 millones de litros, igualó el nivel anterior. Por lo tanto, la industria vitivinícola austriaca tardó quince años en recuperar su posición anterior en términos de volumen de exportación, a pesar de las predicciones optimistas de algunos sectores de Austria de que todo sería olvidado en otros países dentro de un año.

## Consecuencias legales

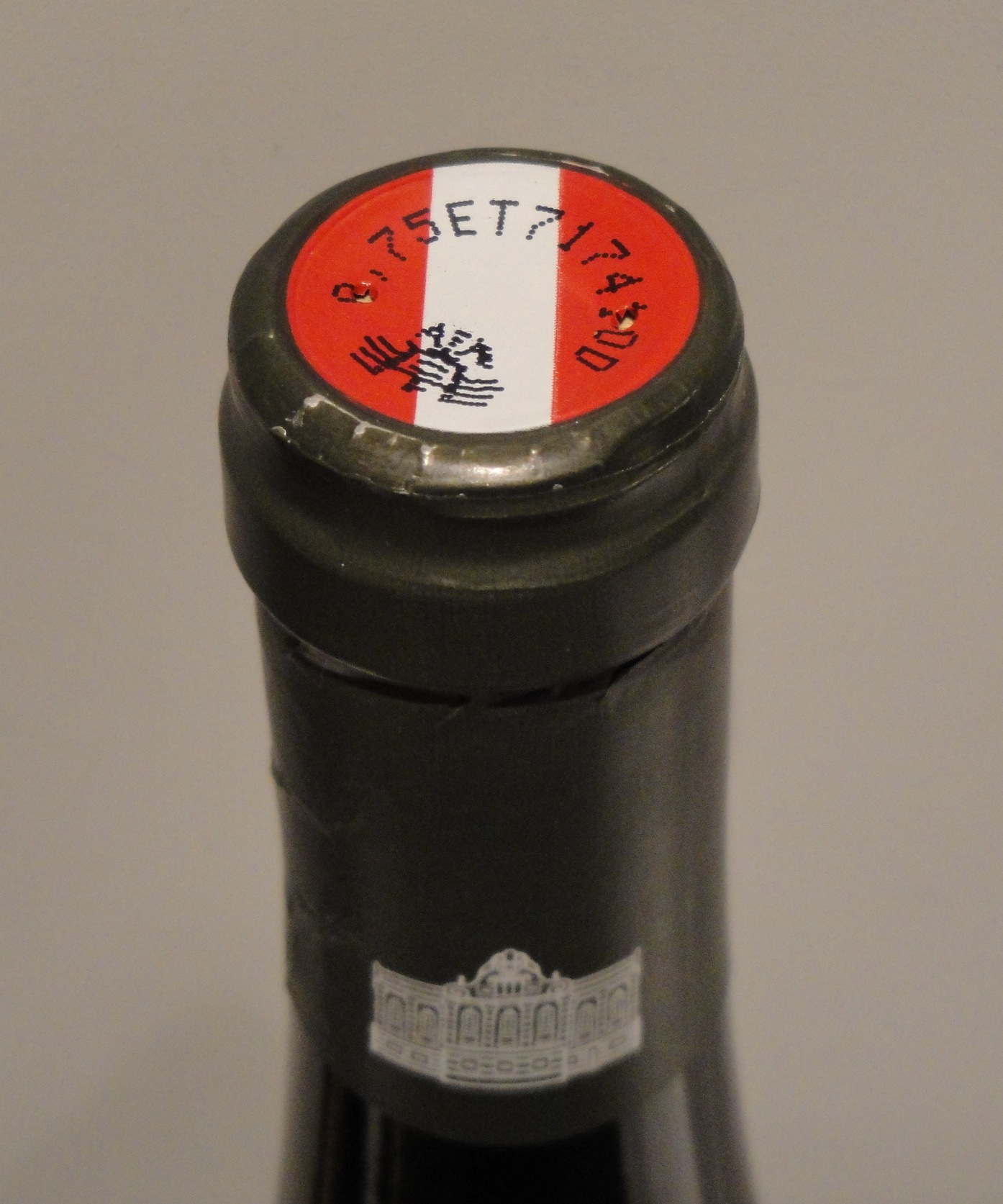
Un sello numerado obligatorio en todas las botellas de vino austriacas en el nivel Qualitätswein fue una de las medidas introducidas en la ley austriaca de vinos de 1985.

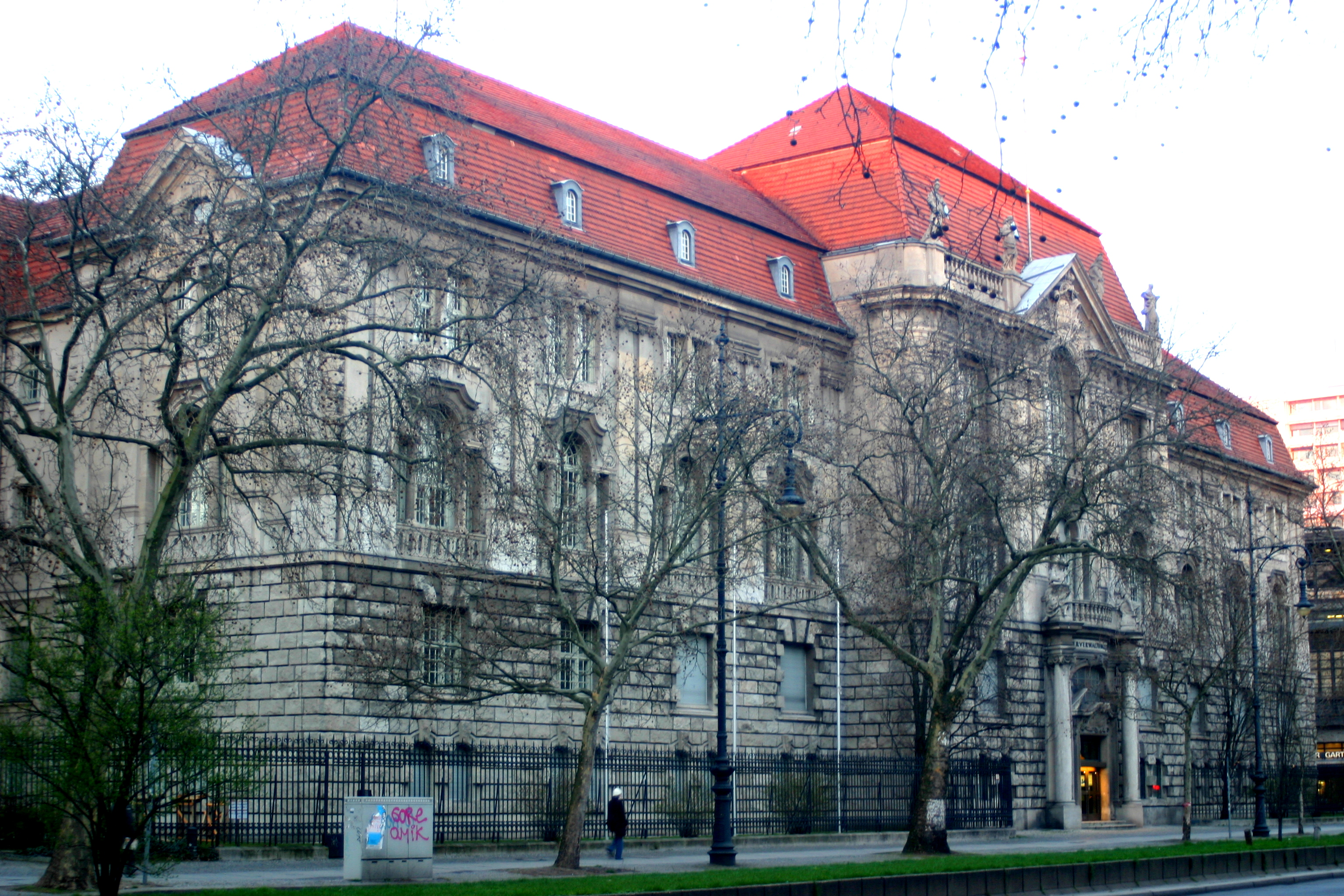
El Tribunal Administrativo Federal de Alemania, que aún se encontraba en Berlín, falló en contra de la empresa embotelladora Pieroth y confirmó la legalidad de la lista negra.

En las semanas posteriores al estallido del escándalo, las autoridades austriacas arrestaron a varias decenas de productores y comerciantes de vino. La práctica de la industria de la adulteración con DEG se remonta a Otto Nadrasky, un químico y asesor de vinos de 58 años de Grafenwörth, Baja Austria. La primera sentencia de prisión, de un año y medio, siguió a mediados de octubre. Se descubrió que muchos de los vinos adulterados se originaron en Wagram, en la Baja Austria, donde se procesó a un químico consultor en vinos. Uno de los enólogos de Wagram condenados, Karl Grill, propietario de Firma Gebrüder Grill, se suicidó tras ser condenado.
El 29 de agosto de 1985, el Parlamento de Austria promulgó una ley del vino más estricta. Habiendo visto el colapso inmediato de las exportaciones de vino, el gobierno austriaco se apresuró a aprobar esta legislación en el parlamento para que entrara en vigor antes de la cosecha de 1985.
En Alemania Occidental, tras una larga investigación, seis antiguos empleados destacados del distribuidor mayorista y embotellador Pieroth fueron condenados a multas de un millón de marcos alemanes por el Landgericht de Coblenza en abril de 1996.
Muchas otras acciones legales tuvieron lugar en los próximos años en Alemania Occidental. Pieroth emprendió una acción legal en los tribunales administrativos para tratar de establecer que el ministro Federal de Juventud, Familia y Salud, Heiner Geißler (CDU), se había excedido en su autoridad cuando su ministerio había emitido una lista negra que contenía todos los vinos que se habían detectado con DEG y nombrando al embotellador en cada caso. El caso pasó por los tres niveles de los tribunales administrativos y finalmente se resolvió el 18 de octubre de 1990, cuando el Tribunal Administrativo Federal de Alemania falló en contra de Pieroth y determinó que Geißler tenía derecho a publicar la lista.
Las acciones de Pieroth, que no se ganaron la simpatía del público, probablemente no fueron pensadas como una medida para permitir la venta de vino adulterado, sino como un intento de poner a Pieroth en posición de recuperar dinero de los clientes que se habían negado a pagar sus cuentas pendientes tras el escándalo. Otros tribunales habían dictaminado en procedimientos de derecho civil que las entregas de vinos que contenían DEG eran una forma de incumplimiento de un contrato de compra que eliminaba cualquier obligación de pago, pero que los clientes aún tenían que pagar si solo sospechaban que un vino contenía DEG, y el vino fue posteriormente limpiado de sospechas. Por lo tanto, el estatus legal de la lista negra fue un elemento crucial en las muchas disputas contractuales.

## Destrucción del vino
Como consecuencia del escándalo, las autoridades de Alemania Occidental tuvieron que destruir un total de 27.000.000 de litros de vino (que corresponden a 36 millones de botellas o siete meses de las exportaciones totales de vino de Austria al nivel anterior a 1985), que habían confiscado o recogido de otra manera. Hacer esto de una manera ambientalmente aceptable resultó ser un desafío, porque el DEG era incompatible con las plantas de tratamiento de aguas residuales. Al final, el vino se eliminó y destruyó al verterlo en los hornos de una planta de cemento como agente refrigerante en lugar de agua.

## Recuerdo del escándalo
El escándalo del vino ha sido objeto de muchas referencias satíricas al vino austriaco, tanto dentro de Austria como en Alemania y más allá, y perduraron mucho después de 1985. Poco después del escándalo, el bardo estirio Volker Schöbitz compuso una polca con el título en rima Zum Wohl, Glykol [Salud, glicol]. También se anunció que Glykol sería la Palabra del año de 1985 en Alemania.
En el episodio de la primera temporada de Los Simpson, «Viva la vendimia», se hace una referencia al escándalo cuando dos franceses con los que Bart vive son arrestados después de poner anticongelante en el vino y hacer que Bart lo beba.